# 张德群
张德群（1914年4月—1999年1月11日），曾用名何启光、何隋，河南罗山人，中华人民共和国政治人物、外交官。
1966年曾短暂担任中华人民共和国驻苏联临时代办。1970年，接替王幼平，担任中华人民共和国驻古巴大使。1975年，担任首位中华人民共和国驻巴西大使。1982年，由徐中夫接任。